# 암살 (2015년 영화)
《암살》은 2015년에 개봉한 영화이자 천만 관객 돌파 영화이다. 일제강점기인 1933년을 배경으로 하고 있다. 2015년 7월 22일에 개봉하여 8월 15일 관람객 천만 명을 돌파해 도둑들에 이어 최동훈 감독이 제작한 두 번째 천만 관객 영화가 되었다.

## 줄거리
한일병합이 이루어진 직후인 1911년. 친일파 사업가 강인국은 손탁호텔에서 이완용의 주선으로 데라우치 조선 총독을 접대한다. 그때 독립운동가인 염석진이 데라우치 총독을 암살하기 위해 폭탄을 터뜨리고 접대 현장을 습격한다. 그러나 의거는 실패하고 도리어 염석진은 총을 맞아 손가락을 잘리게 된다. 부상을 입은 데라우치 총독을 강인국이 들쳐 업고 탈출한다. 이후 강인국은 총독을 구해낸 공으로 출세가도를 맞이하지만, 사실 암살 작전을 지원한 것이 바로 그의 처 안성심이었다. 작전을 실패한 염석진을 숨겨 주기도 했던 안성심은 친정집에 가는 척하며 어린 쌍둥이 딸을 데리고 탈출을 감행하지만, 지아비 강인국에 의해 집사에게 살해당한다. 쌍둥이 딸 중 동생 쪽은 유모가 데리고 도망치는 데 성공한다. 한편 체포당해 종로경찰서에 투옥된 염석진은 일본 경찰의 고문과 회유에 못 이겨 밀정이 된 뒤에, 탈옥한 것으로 꾸며 빠져나온다.
20여 년이 지난 1933년. 염석진은 임시 정부 경무국 대장이 되어, 독립군을 돕는 척하면서 스파이 활동을 지속하고 있다. 약산 김원봉이 임시 정부로 찾아와, 염석진과 협력하여 독립군의 정예 인력을 모아 거물 친일 사업가로 성장한 강인국, 그리고 간도 참변의 주범 카와구치 소장을 암살할 계획을 제안한다. 이에 만주 독립군 저격수인 안옥윤, 신흥무관학교 출신의 '속사포' 추상옥, 폭발물 전문가 황덕삼이 암살조로 추려지는 한편, 염석진은 곧바로 암살단의 신상을 일본 경찰에게 누설한다. 안옥윤은 접선지인 상하이 프랑스 조계에 도착 후 잠시 카페에 들렀다가 상하이 경찰의 검문을 당하게 되는데, 옆 자리에 있던 어떤 남자와 부부 행세를 하여 빠져나간다. 남자는 안옥윤에게 추파를 던지고는 스카프를 둘러주고 떠난다. 그날 밤 안옥윤은 여관에서 김원봉과 추상옥, 황덕삼과 만나고 암살단 대장으로 임명된다. 한편 염석진이 흘린 정보로 일본 경찰이 암살단을 제거하기 위해 여관에 오지만, 이미 추적을 우려한 김원봉과 암살조는 사라진 뒤였다. 계획이 유출된 것을 계기로 김구는 염석진이 밀정임을 눈치채게 된다.
한편 안옥윤과 카페에서 만났던 남자의 정체는 조선 출신의 유능한 청부살인업자 '하와이 피스톨'이었다. 염석진은 하와이 피스톨을 고용하여, 3,000불을 대가로 암살조를 죽일 것을 의뢰한다. 피스톨과 그 조수인 '영감'은 조선으로 가는 기차 안에서 카와구치 소장의 아들 슌스케와 만난다. 일본군 장교로 위장하고 있던 피스톨은 슌스케와 안면을 트게 된다. 슌스케는 관동군 대위로서 조선인 여자와 결혼하러 가는 것이었다. 피스톨 일행이 떠난 뒤, 염석진 또한 김구가 자신을 죽이라고 보낸 부하들을 처리한 뒤 조선으로 향한다.
조선 경성부에 도착한 암살단은 임시 정부 연락책인 '아네모네 마담'과 조력자인 일본인 기무라와 접촉한 후 암살 계획을 세운다. 강인국과 카와구치 소장이 시찰을 나선 틈을 노려 주유소에 들르게 한 뒤 그들을 저격하는 것이었다. 그러나 그들을 뒤쫓던 피스톨이 야밤에 속사포를 미행하였고 격투 끝에 속사포가 행방불명된다. 어쩔 수 없이 그를 제외한 채로 작전이 진행되는데, 경성에 온 염석진 덕분에 암살 계획을 알게 된 카와구치 소장과 강인국은 미리 차를 바꿔 타는 공작을 하였다. 결국 암살단의 작전은 크게 틀어지게 되어, 경호부대와 거리 교전 끝에 기무라와 황덕삼이 죽게 된다. 안옥윤은 도주를 감행하고, 그 와중에 자신을 쫓아온 하와이 피스톨과 마주친다. 피스톨은 안옥윤을 쏘려다 스카프를 두른 그녀의 모습을 보고 당황한다. 피스톨을 따돌리고 나선 안옥윤은 거리에서 강인국의 외동딸 미츠코와 조우한다. 미츠코는 자신과 얼굴이 똑같았고, 안옥윤은 자신이 강인국의 잃어버린 쌍둥이 딸임을 알게 된다. 혼란에 빠진 안옥윤은 곧 팔에 총을 맞고 하와이 피스톨과 함께 헌병들에게 체포된다.
호송차량 안에서 안옥윤은 피스톨과 힘을 합쳐 탈출한다. 피스톨은 안옥윤을 병원으로 데려가서 총상을 치료시킨다. 피스톨은 암살단의 항일투쟁이 무의미한 것이라고 주장하지만 안옥윤은 간도 참변으로 죽은 유모에 대해 이야기하며, 계속해서 싸우는 것이 중요하다고 반박한다. 피스톨은 뒤이어 나타난 영감의 만류에도 불구하고 안옥윤을 도망가게 한다. 피스톨과 영감이 병원을 나오니 헌병들이 검문을 하자 피스톨은 다시 장교 행세를 한다. 마침 카와구치 슌스케가 나타나 친분이 있는 장교임을 알리고, 곧 있을 자신과 미츠코의 결혼식에 경호를 맡아 달라고 한다. 도중에 조선인 여자아이가 슌스케와 부딪히자, 슌스케는 차갑게 여자아이를 쏴 죽여 버린다. 슌스케가 만주에서 조선인을 300명 넘게 죽인 잔학한 인간임을 듣게 된 피스톨은 분노하고, 마음을 바꿔 그를 죽이기로 결심한다.
탈출한 안옥윤은 여관에 몸을 숨기는데, 쌍둥이 언니 미츠코가 그곳을 방문한다. 미츠코는 백화점에서 안경을 주문제작하던 안옥윤의 모습을 보고, 안옥윤이 남긴 주소를 보고 찾아온 것이었다. 서로의 입장을 확인한 미츠코는 아버지에게 말해서 안옥윤을 지켜주겠다고 장담하고, 안옥윤과 옷을 바꿔 입고 안옥윤이 들고 있던 칼을 가져간다. 그 순간, 암살자가 자신의 쌍둥이 딸임을 알게 된 강인국이 들이닥친다. 미츠코는 안옥윤을 잠시 숨긴 뒤에 아버지를 맞이하나 아버지는 미츠코를 안옥윤으로 오인하고 곧바로 총을 쏘아 죽인다. 놀란 안옥윤은 창문으로 빠져 나왔다가 미츠코가 타고 온 차를 보고, 미츠코로 가장하여 강인국의 저택으로 향한다. 안옥윤은 저택에서 아버지가 어머니를 죽였음을 알게 되고 오열한다. 그날 밤 집사가 안옥윤의 미심쩍은 태도를 보고 안옥윤을 습격하자, 안옥윤은 그를 죽여 시체를 숨긴다.
슌스케와의 결혼식이 열리는 날 안옥윤은 경호 담당으로 저택을 찾아온 하와이 피스톨과 재회한다. 안옥윤은 결혼식 자리에서 모두를 죽일 생각이었고, 피스톨에게는 돌아가라고 말하지만 피스톨은 이미 마음을 굳힌 뒤였다. 한편 행방불명되었던 속사포가 되돌아와 마담과 만나고, 작전을 계속하겠다고 말하며 결혼식장으로 향한다. 속사포가 떠난 후, 정식으로 헌병대원이 된 염석진이 아네모네 마담을 찾아와 추궁하고 마담은 자살해 버린다. 결혼식장에서, 경호 담당으로 참석한 하와이 피스톨은 염석진에게 발각되어 체포된다. 결혼식 도중 안옥윤은 부케 안에 숨긴 권총으로 강인국을 쏘려고 하지만 속사포가 먼저 나타나 기관총을 난사하여 식장을 쑥대밭으로 만들어 버린다. 혼란 와중 정신을 차린 안옥윤은 권총을 쏘아 카와구치 소장을 죽이고 속사포와 함께 일본군을 죽이기 시작한다. 피스톨도 헌병들을 뿌리치고 나타나 그들을 돕는다. 안옥윤이 강인국을 뒤쫓았지만 아버지를 죽이는 데 대한 망설임 때문에 얼른 쏘지 못하자, 피스톨이 대신 강인국을 죽인다. 그 와중에 염석진이 속사포를 죽인다. 피스톨은 안옥윤과 함께 슌스케를 인질 삼아 결혼식장을 빠져 나온다. 조수 영감이 나타나 그들을 데리고 아네모네 바로 간다.
바에는 청계천으로 이어지는 지하통로가 있었다. 피스톨은 뒤쫓아온 염석진과 협상을 하며 시간을 번다. 그들을 도발하는 슌스케를 쏘아 죽인 뒤, 안옥윤과 키스한 후 재회를 약속한 피스톨은 영감과 함께 지하통로로 들어가고, 안옥윤은 미츠코인 척하며 풀려난다. 지하통로를 빠져 나온 피스톨 일행은 그러나 미리 도주로를 조사한 염석진과 마주한다. 마지막 발악도 잠시 영감과 피스톨은 헌병대의 총탄에 죽게 된다. 죽기 직전, 피스톨은 염석진의 가슴에 칼을 꽂는다.
시간이 흘러 광복이 도래하고 임시 정부 일원들은 모두 기뻐하지만, 김구와 김원봉은 죽은 독립운동가들을 추모한다. 안옥윤은 미츠코로 살며 익명으로 임시 정부에게 자금을 보내주었다. 1949년이 되어 대한민국 경찰의 고위직이 된 염석진은 반민족행위특별조사위원회에 회부되어 재판을 받는다. 그러나 도리어 몸에 난 상처들을 보여주며 자신을 독립운동가라고 주장한다. 그의 친일 행위를 증언할 증인은 재판 직전 누군가에게 살해되었고, 결국 증거 불충분으로 무죄를 선고받는다. 재판장을 나온 염석진은 시장통을 걸으며 구경하다가, 안옥윤으로 보이는 여자를 보고 그녀를 뒤쫓아간다. 막다른 골목에 다다른 염석진을 안옥윤과, 일전에 자신을 죽이러 왔던 부하 명우가 막아선다. 염석진은 해방이 될 줄 몰랐다며 친일을 정당화하고 안옥윤은 16년 전의 임무를 되새기며, 농인이 된 명우와 함께 염석진을 쏜다. 염석진은 비틀거리며 도망치지만 곧 빨래터 옆에 쓰러진다.

## 배역
- 전지현 : 안옥윤 역/ 미츠코 역- 이 영화의 여자 주인공. 한국 독립군 저격수.
  - * 탕견 : 어린 안옥윤
- 이정재 :  염석진 역 - 이 영화의 남자 주인공이자 메인 빌런이며 준 최종 보스 임시정부 경무국 대장.
- 하정우 : 하와이 피스톨 역 - 이 영화의 서브 남자 주인공
- 오달수 : 영감 역 - 하와이 피스톨의 파트너
- 조진웅 : 추상옥 (속사포) 역 - 신흥무관학교 출신의 생계형 독립군
- 이경영 : 강인국 사장 역 - 이 영화의 진 최종 보스. 친일파
- 최덕문 : 황덕삼 역 - 폭탄 전문가. 행동파 독립군
- 김의성 : 집사 역
- 박병은 : 가와구치 마모루 역 - 조선주둔군 사령관
- 진경 : 안성심 역 - 안옥윤·미츠코의 엄마
- 허지원 : 명우 역 - 경무국 대원
- 김홍파 : 김구 역
- 정규수 : 꼽추 역
- 김강우 : 특무대 수사관 역
- 심철종 : 사령관 역
- 한동규 : 경무관 역
- 정기섭 : 헌병대장 역
- 정인겸 : 사사키 역
- 이환 : 세광 역
- 김인우 : 기무라 역
- 이영석 : 데라우치 총독 역
- 심희섭 : 검사 역
- 윤종구 : 반민특위 조사관 역
- 홍원기 : 판사 역
- 허정도 : 영사관 직원 역
- 우상전 : 이완용 역
- 김대흥 : 상해극장 관객 역
- 홍성덕 : 치과 의사 역
- 이언정 : 아네모네 여급 역
- 송영재 : 법정방청객 역
- 정찬비 : 꽃 파는 소녀 역
- 도광원 : 치과 환자 역
- 김홍수 : 임정직원 역
- 윤대열 : 호송트럭 헌병 역
- 윤홍빈 : 이청천부대 역
- 원현준 : 경성역 경찰 역
- 금새록 : 향수 판매원 역
- 남성준 : 치과 앞 헌병 역
- 고진혁 : 결혼식 헌병 역
- 장현석 : 법정 방청객 역
- 조승우 : 김원봉 역 - 의열단 단장 (특별출연)
- 김해숙 :  아네모네 마담 역 (특별출연)

## 촬영

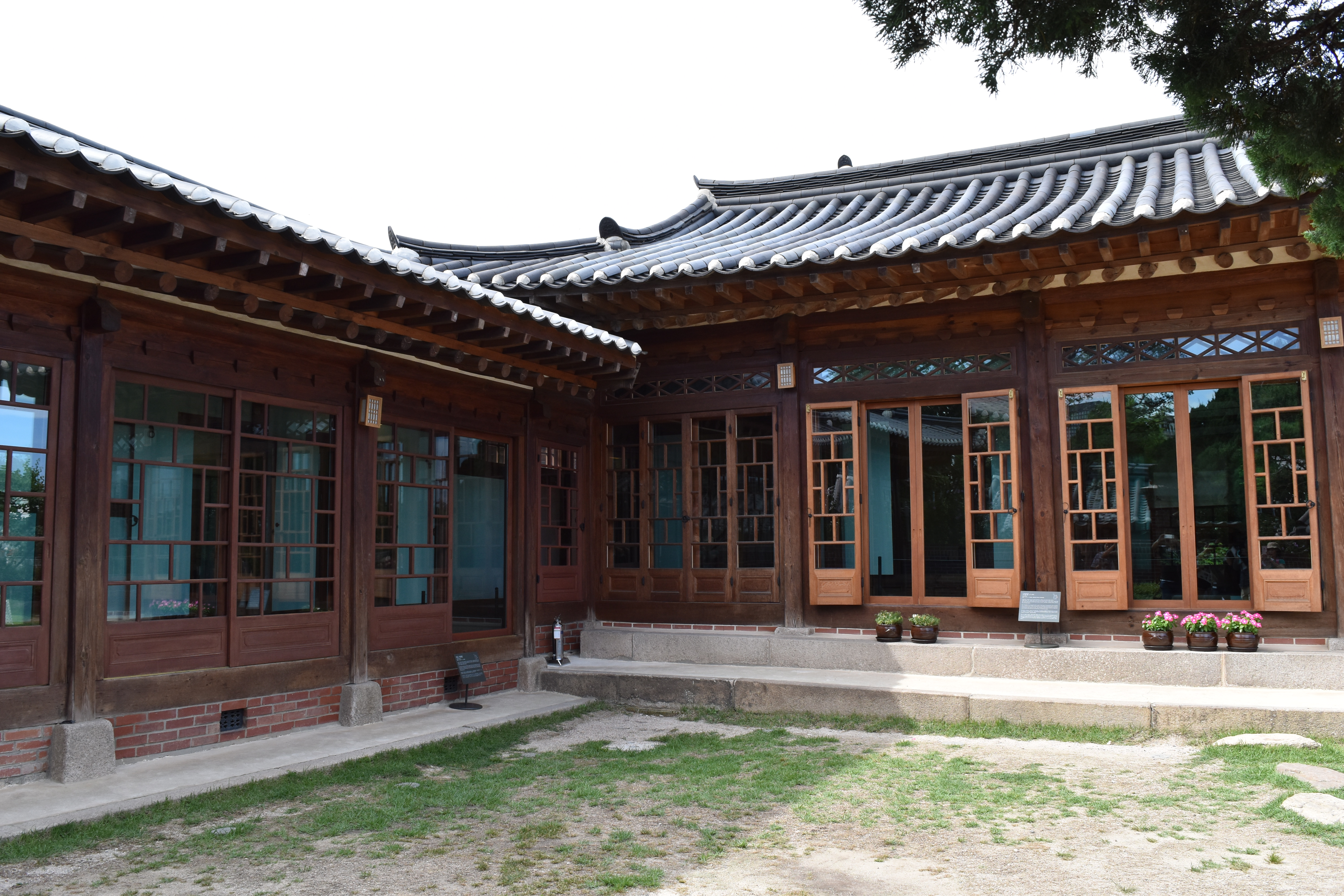
강인국 저택을 촬영한 백인제 가옥의 사랑채.

영화 촬영은 2014년 8월 27일 크랭크인하여 이듬해 1월 31일까지 대략 5개월간 이루어졌다. 중국 상하이와 대한민국을 오가며 진행되었고, 주요 배경인 경성부 거리 장면은 합천군 영상테마파크에서, 일본군과의 전투 장면은 황매산에서 촬영되었다. 한편 영화 속 친일파 강인국의 저택 장면은 서울 종로구에 자리한 가회동 백인제 가옥에서 촬영했다. 백인제 가옥은 영화 개봉 후 약 3개월 후인 2015년 11월 18일 시민에게 전면 개방되었다.

## 수상
- 2015년 제24회 부일영화상 남우주연상 - 이정재
- 2015년 제24회 부일영화상 미술상 - 류성희
- 2015년 제35회 한국영화평론가협회상 10대 영화상
- 2015년 제35회 한국영화평론가협회상 촬영상 - 김우형
- 2015년 제35회 한국영화평론가협회상 기술상 - 류성희
- 2015년 제52회 대종상 여우주연상 - 전지현
- 2015년 제36회 청룡영화상 최우수작품상
- 2015년 제36회 청룡영화상 기술상 - 조상경, 손나리(의상)
- 2015년 제2회 한국영화제작가협회상 최우수작품상
- 2015년 제2회 한국영화제작가협회상 미술상 - 류성희
- 2016년 제7회 올해의 영화상 남우조연상 - 오달수
- 2016년 제11회 맥스무비 최고의 영화상 최고의 여자배우상 - 전지현
- 2016년 제21회 춘사영화상 감독상 - 최동훈
- 2016년 제21회 춘사영화상 남우조연상 - 조진웅
- 2016년 제52회 백상예술대상 영화부문 작품상

## 기타
- 전지현이 연기한 안옥윤은 '여성 안중근', '독립군의 어머니'로 불리는 경상북도 영양군 출신의 항일투사 남자현을 모델로 한 것이며,[4] 이정재가 연기한 염석진은 테러단체 백의사 총사령관 염동진을 모델로 한 것이다.[5]
- 영화의 첫 장면인 친일파 강인국(이경영 분)의 저택으로 등장하는 한옥은 종로구 가회동에 자리 잡은 '백인제 가옥'이다.[6] 2015년 11월 18일 시민에게 개방되었다.